# Brent White
Brent White (* 20. Jahrhundert) ist ein US-amerikanischer Filmeditor.

## Leben
Brent White ist Mormone und wuchs in Orem, Utah, auf. Er studierte Filmproduktion an der Brigham Young University in Provo, Utah, und schloss sein Studium 1983 mit einem Bachelor ab. Danach wollte White zunächst Drehbuchautor werden, lernte aber dann bei einer Tätigkeit am Sundance Institute die Filmeditorin Dede Allen kennen, die ihn 1988 als Apprentice Editor für den Schnitt des Films Milagro – Der Krieg im Bohnenfeld engagierte.
Seitdem war White im Bereich Filmschnitt tätig, zunächst als Schnitt-Assistent. Als eigenständiger Editor wirkte er bei über 30 Produktionen, überwiegend Komödien, mit. Mehrmals arbeitete er mit den Regisseuren Paul Feig, Adam McKay und Judd Apatow zusammen. Er ist Mitglied der American Cinema Editors.
White ist verheiratet, hat vier Kinder und lebt im Großraum Los Angeles.

## Filmografie (Auswahl)
- 1993: Teenage Bonnie und Klepto Clyde (Teenage Bonnie and Klepto Clyde)
- 1995: Fluke
- 1996: Matilda
- 1998: Mr. Murder – Er wird dich finden … (Mr. Murder)
- 2000: Panic
- 2000: Voll daneben, voll im Leben (Freaks and Geeks, Fernsehserie, 5 Episoden)
- 2002: The Slaughter Rule
- 2004: Anchorman – Die Legende von Ron Burgundy (Anchorman: The Legend of Ron Burgundy)
- 2004: Wake Up, Ron Burgundy: The Lost Movie
- 2004–2005: Desperate Housewives (Fernsehserie, 5 Episoden)
- 2005: Jungfrau (40), männlich, sucht … (The 40-Year Old Virgin)
- 2006: Ricky Bobby – König der Rennfahrer (Talladeda Nights: The Ballad of Ricky Bobby)
- 2007: Beim ersten Mal (Knocked Up)
- 2008: Stiefbrüder (Step Brothers)
- 2010: Die etwas anderen Cops (The Other Guys)
- 2011: Arthur
- 2012: Immer Ärger mit 40 (This is 40)
- 2013: Taffe Mädels (The Heat)
- 2013: Anchorman – Die Legende kehrt zurück (Anchorman: The Legend Continuous)
- 2015: Spy – Susan Cooper Undercover (Spy)
- 2016: Ghostbusters (Ghostbusters: Answer the Call)
- 2017: Future Man (Fernsehserie, 5 Episoden)
- 2018: Nur ein kleiner Gefallen (A Simple Favor)
- 2019: Booksmart
- 2019: Last Christmas
- 2021: Mighty Ducks: Game Changer (The Mighty Ducks: Game Changers, Fernsehserie, 3 Episoden)
- 2022: The School for Good and Evil
- 2023: No Hard Feelings
- 2024: Ein Jackpot zum Sterben! (Jackpot!)
- 2025: Nur noch ein kleiner Gefallen (Another Simple Favor)